# Museo Nacional de Bellas Artes (Manila)
El Museo Nacional de Bellas Artes (en filipino: Pambansang Museo ng Sining) anteriormente conocida como Galería Nacional de Arte, es un museo de arte ubicado en Manila, Filipinas. Está ubicado en la Avenida Padre Burgos frente al Museo Nacional de Antropología en el lado este del Parque Rizal. El museo, propiedad y operado por el Museo Nacional de Filipinas, fue fundado en 1998 y alberga una colección de pinturas y esculturas de artistas filipinos clásicos como Juan Luna, Félix Resurrección Hidalgo y Guillermo Tolentino.
El edificio neoclásico fue construido en 1921 y originalmente sirvió para albergar los distintos cuerpos legislativos del gobierno filipino. Conocido como el Antiguo Edificio Legislativo (también el Antiguo Edificio del Congreso), fue sede del congreso bicameral de 1926 a 1972 y del Senado de Filipinas de 1987 a 1997.

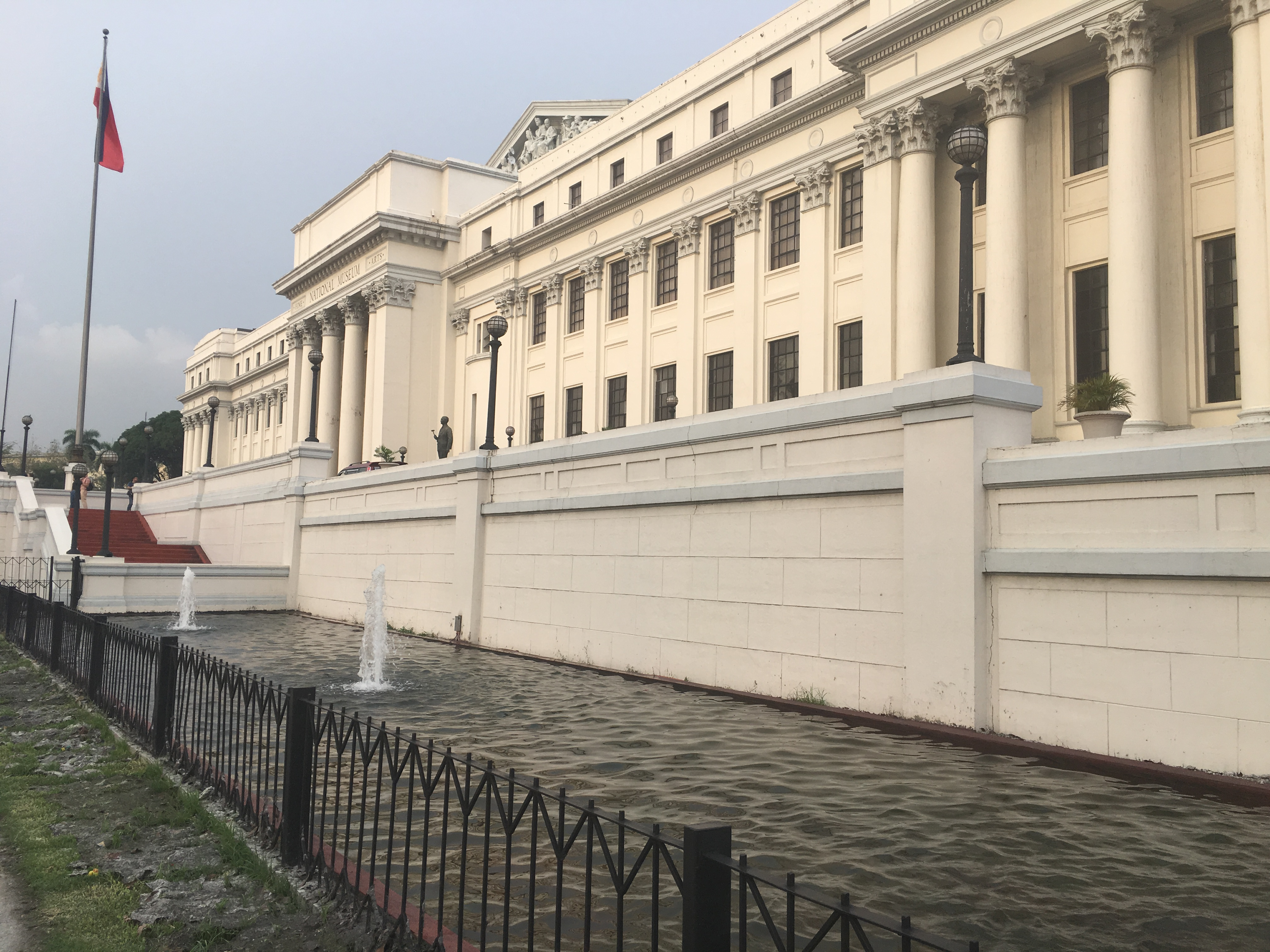
El Museo Nacional de Filipinas (de Bellas Artes).

## Historia

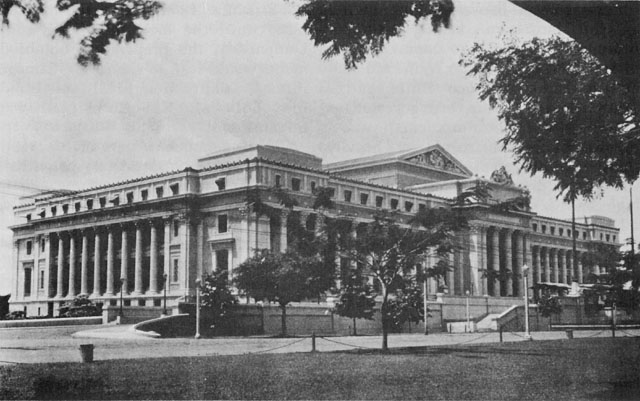
El edificio legislativo durante la década de 1930.

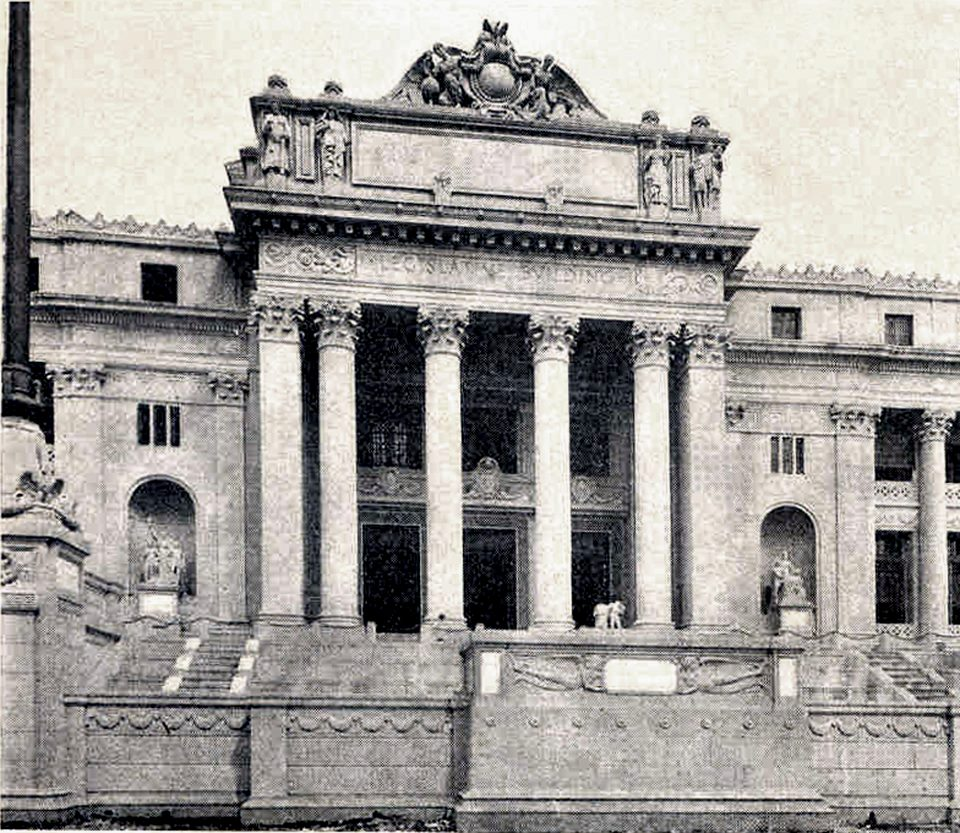
La fachada central del Edificio Legislativo ca. 1940.

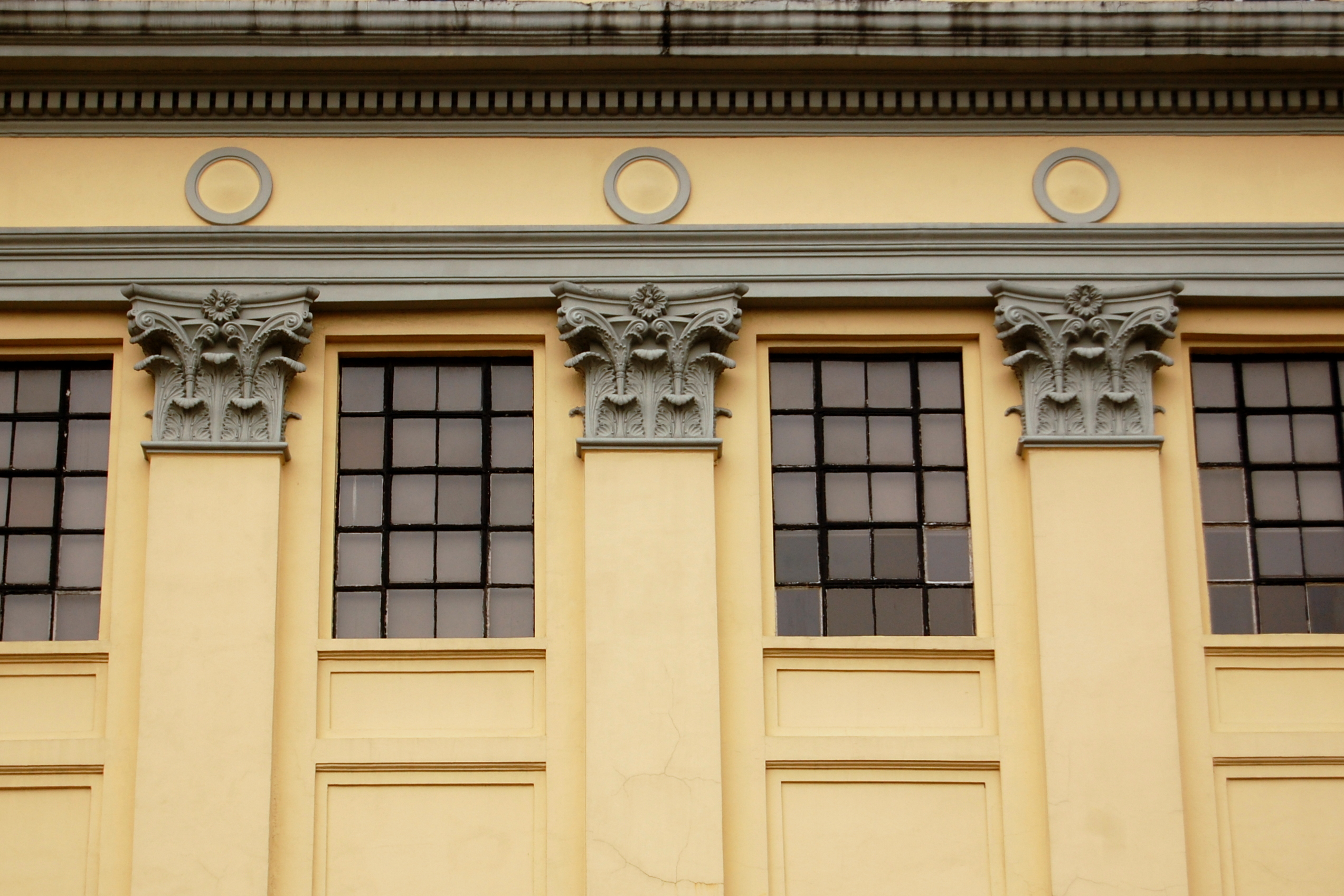
Cerca de la fachada del Museo Nacional de Bellas Artes.

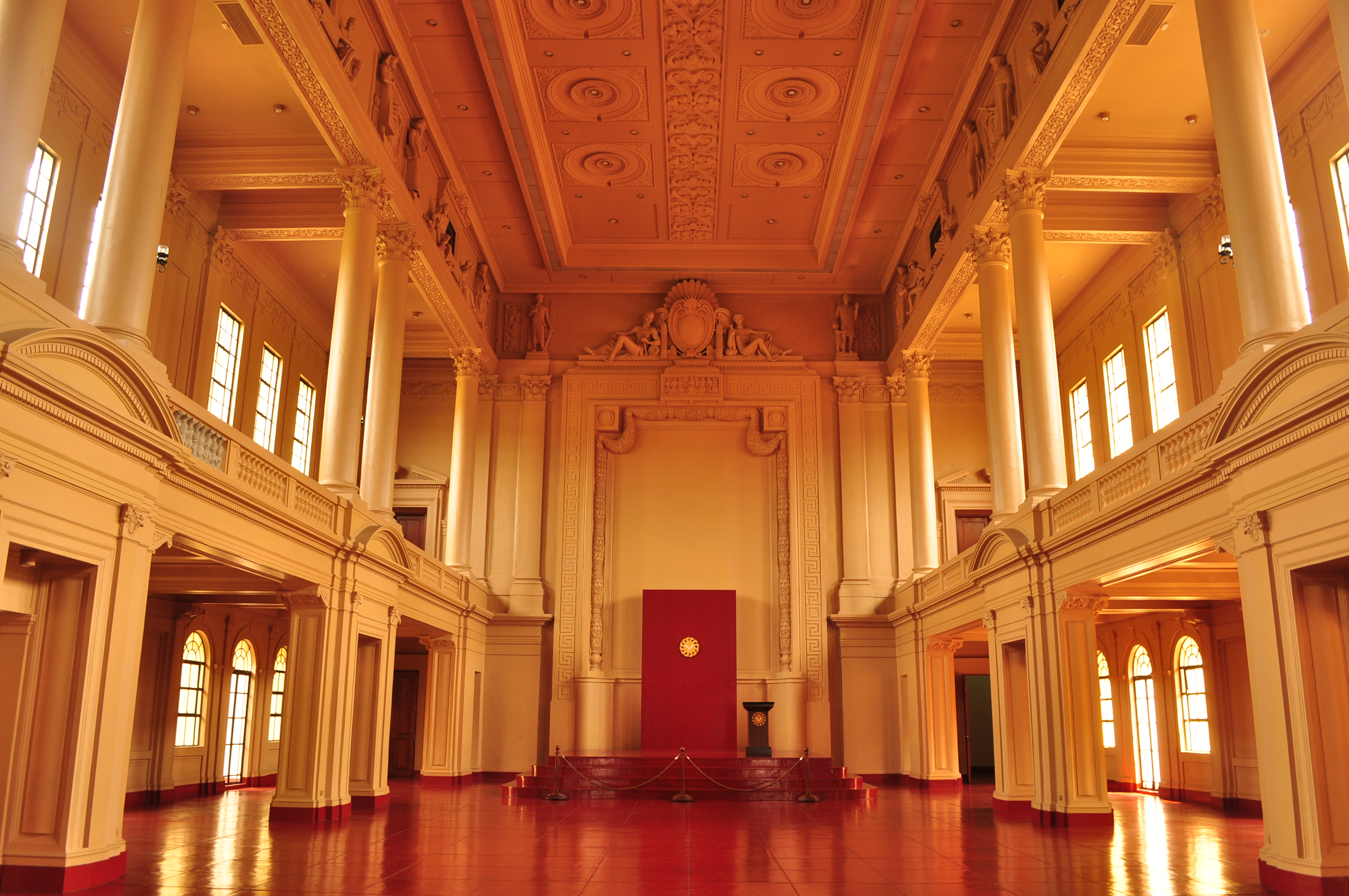
Salón de Sesiones del Senado del Museo Nacional de Bellas Artes.

El edificio fue diseñado originalmente por la Oficina de Obras Públicas (precursor del Departamento de Obras Públicas y Carreteras), el arquitecto consultor Ralph Harrington Doane y Antonio Toledo en 1918, y estaba destinado a ser el futuro hogar de la Biblioteca Nacional de la Filipinas, según el Plan de Manila de Daniel H. Burnham. Mientras tanto, un edificio del Capitolio para la Legislatura de Filipinas (establecido el 16 de octubre de 1916) se levantaría en Wallace Field, justo al sur de la biblioteca (la ubicación ahora es la Calle María Y. Orosa en el Parque Rizal). En cambio, la Legislatura filipina decidió mudarse al edificio de la Biblioteca en 1926, y el arquitecto Juan M. Arellano realizó los cambios en la distribución del edificio en consecuencia. Fue construido bajo la supervisión del estudio de arquitectura Pedro Siochi and Company, por lo que el edificio pasó a conocerse como Edificio Legislativo. La Segunda Sesión Ordinaria de la Séptima Legislatura de Filipinas se inauguró formalmente con la inauguración del edificio el 16 de julio de 1926 en presencia del Gobernador General Leonard Wood, el entonces Presidente del Senado Manuel L. Quezon, el Portavoz de la Cámara Manuel Roxas y el Coronel Carmi A Thompson, enviado del presidente Calvin Coolidge de los Estados Unidos. Al mismo tiempo, fue la sede de la Biblioteca Nacional de 1928 a 1944.
En 1935, se proclamó la Mancomunidad de Filipinas y la toma de posesión del presidente Manuel L. Quezon se llevó a cabo en el exterior del edificio. El edificio se convirtió en el hogar de la Asamblea Nacional de Filipinas, y posteriormente se conoció como el Edificio de la Asamblea Nacional. En 1940, la Asamblea Nacional fue reemplazada por un Congreso bicameral de Filipinas, que constaba de un Senado y una Cámara de Representantes. El Senado ocupó los pisos superiores mientras que la Cámara ocupó los pisos inferiores. El edificio serviría como sede del Congreso de la Mancomunidad hasta 1945.
En la Segunda Guerra Mundial, las fuerzas japonesas en Manila bombardearon y destruyeron el edificio en febrero de 1945. La mayor parte de la estructura estaba irreparable, a excepción de la parte central que aún se encontraba en pie. Con la inauguración de la República de Filipinas en 1946, el edificio fue reconstruido para ser la sede del Congreso. Fue reconstruido por la US Philippine War Damage Corporation con las mismas dimensiones pero con menos ornamentación interior y exterior. La reconstrucción comenzó en 1949, mientras que el Congreso retrocedió el mismo año. Las dos alas del edificio se completaron en 1950. El edificio fue reconstruido principalmente de memoria, con la ayuda de algunos planos restantes.
El edificio se hizo conocido como el Edificio del Congreso y continuamente sirvió como sede del Congreso de Filipinas hasta 1972 con la declaración de la ley marcial. El Congreso se disolvió efectivamente y el edificio se cerró con candado. Por un corto tiempo, el edificio se convirtió en el hogar de las oficinas del Primer Ministro de Filipinas, un cargo establecido en virtud de la Constitución de Filipinas de 1973, en el cuarto piso, el Defensor del Pueblo en el tercer piso, el Museo Nacional en el segundo piso y el Sandiganbayan en la planta baja. El edificio se denominó Casa Ejecutiva durante ese tiempo.
El Congreso de Filipinas se restableció con la ratificación de la Constitución de Filipinas de 1987. Mientras que la Cámara de Representantes se trasladó al Complejo de Batasang Pambansa en Ciudad Quezon, el Senado utilizó el Edificio del Congreso original para sus sesiones plenarias.
El Senado utilizaría el Edificio del Congreso hasta mayo de 1997, cuando se trasladó al Edificio del Sistema de Seguros de Servicio del Gobierno en un terreno recuperado en la Bahía de Manila en Pásay. La antigua oficina del Primer Ministro pasó a ser la Oficina del Vicepresidente.
Luego, el edificio fue entregado al Museo Nacional de Filipinas en 1998.
El 30 de septiembre de 2010, la Comisión Histórica Nacional de Filipinas declaró el edificio como "Monumento Histórico Nacional" en virtud de la Resolución No. 8 (de fecha 30 de septiembre de 2010). Un marcador que conmemora la declaración se dio a conocer el 29 de octubre de 2010.

## Colección
El museo contiene una serie de obras importantes, que incluyen:
|                          |
| Spoliarium de Juan Luna. |

|                                |
| La vida parisina de Juan Luna. |

|               |
| La Bulaqueña. |

|                                                   |
| El asesinato del gobernador Bustamante y su hijo. |